# Efecte advers
Un efecte advers és un efecte nociu no desitjat resultant d'una medicació o d'una altra intervenció, com ara una intervenció quirúrgica. Un efecte advers es pot anomenar efecte secundari, quan es considera secundari a un efecte principal o terapèutic. Si resulta d'una dosi o procediment no adequat o incorrecte, s'anomena error mèdic i no una complicació. De vegades, els efectes adversos es denominen iatrogènics perquè són generats per un tractament medical. Alguns efectes adversos només es produeixen en començar, augmentar o interrompre el tractament. Els efectes adversos també poden ser causats per tractaments amb placebo (en aquest cas, els efectes adversos es diuen efectes nocebo). L'ús d'un medicament o una altra intervenció mèdica contraindicada pot augmentar el risc d'efectes adversos. Els efectes adversos poden provocar complicacions d'una malaltia o procediment i afectar negativament el pronòstic. També poden provocar l'incompliment d'un règim de tractament. Els efectes adversos dels tractaments mèdics van provocar 142.000 morts el 2013, enfront de 94.000 morts el 1990 a escala mundial.
El resultat nociu sol estar indicat per alguns resultats com ara morbiditat, mortalitat, alteració del pes corporal, nivells d'enzims, pèrdua de funció o com a canvi patològic detectat a escala microscòpica, macroscòpic o fisiològic. També pot estar indicat per símptomes referits per un pacient. Els efectes adversos poden provocar un canvi reversible o irreversible, inclòs un augment o disminució de la susceptibilitat de la persona a altres productes químics, aliments o procediments, com ara les interaccions amb medicaments.

## Classificació
Pel que fa als medicaments, els efectes adversos es poden definir com: «qualsevol esdeveniment mèdic advers en un pacient o subjecte d'investigació clínica a qui s'ha administrat un producte farmacèutic i que no necessàriament ha de tenir una relació causal amb aquest tractament».
En els assajos clínics, es fa una distinció entre un efecte advers i un efecte advers greu. Generalment, qualsevol esdeveniment que causi la mort, danys permanents, defectes de naixement o que requereixi d'hospitalització és considerat un efecte advers greu. Els resultats dels assajos sovint s'inclouen en l'etiquetatge dels medicaments per proporcionar informació tant als pacients com als metges que recepten.
Es parla d'«amenaça per a la vida» quan es tracta d'un incident en què el pacient era realment en risc de mort en el moment mateix de l'esdeveniment. No significa un esdeveniment que hipotèticament podria haver causat la mort si fos més greu.

## Sistemes de notificació
En molts països, la llei exigeix que els efectes adversos es notifiquin, s'investiguin en assajos clínics i s'incloguin en la informació del pacient que acompanya dispositius mèdics i medicaments. Els investigadors en assajos clínics humans estan obligats a informar d'aquests efectes als informes d'estudis clínics. Segons algunes recerques, aquests efectes sovint es notifiquen de manera inadequada als informes disponibles per al públic. A causa de la manca d'aquestes dades i la incertesa sobre els mètodes per divulgar-les, els científics que fan revisions sistemàtiques i metanàlisis d'intervencions terapèutiques sovint i de manera inconscient exageren els beneficis per a la salut. Per equilibrar l'èmfasi excessiu dels beneficis, els acadèmics han exigit informes més complets dels danys causats pels assajos clínics.

### Regne Unit
El Yellow Card Scheme (Programa de la targeta groga) és una iniciativa del Regne Unit dirigida per l'Agència Reguladora de Medicaments i Productes Sanitaris (MHRA) i la Comissió de Medicaments Humans (CHM) per recopilar informació sobre els efectes adversos dels medicaments. Això inclou tots els medicaments autoritzats, des dels medicaments venuts amb recepta mèdica fins als medicaments de venta lliure. El programa també inclou tots els suplements a base de plantes i medicaments sense llicència trobats en tractaments cosmètics. Les reaccions adverses als medicaments (RAM) les poden notificar diversos professionals sanitaris, inclosos metges, farmacèutics i infermeres, així com pacients.

### Estats Units
Als Estats Units s'han creat diversos sistemes per informar, com ara el Sistema d'Informació d'Esdeveniments Adversos als Vaccins (VAERS), la Base de Dades sobre l'Experiència de Fabricants i Usuaris en relació als Dispositius de la Instal·lació (MAUDE) i el Sistema de Monitoratge d'Esdeveniments Adversos Nutricionals Especials. MedWatch és el principal centre notificador, operat per l'Administració d'Aliments i Fàrmacs.

### Austràlia
A Austràlia, els informes d'efectes adversos els supervisa el Comitè Assessor de Reaccions Adverses als Medicaments (ADRAC), un subcomitè del Comitè Australià d'Avaluació de Medicaments (ADEC). La notificació és voluntària, i l'ADRAC demana als professionals sanitaris que informin de totes les reaccions adverses als medicaments d'interès actuals, així com de les reaccions adverses greus a qualsevol medicament. L'ADRAC publica el Butlletí Australià de Reaccions Adverses a Medicaments cada dos mesos. El programa del Govern d'Ús de Qualitat de Medicaments té la tasca d'actuar en aquest informe per reduir i minimitzar el nombre d'efectes adversos evitables cada any.

### Nova Zelanda
La notificació de reaccions adverses és un component important de les activitats de farmacovigilància de Nova Zelanda. El Centre de Control de Reaccions Adverses (CARM) a Dunedin és el centre nacional de monitoratge de reaccions adverses de Nova Zelanda. Compila i avalua informes espontanis de reaccions adverses als medicaments, vaccins, productes a base de plantes i suplements dietètics de professionals sanitaris a Nova Zelanda. Actualment la base de dades del CARM conté més de 80.000 informes i proporciona informació específica de Nova Zelanda sobre reaccions adverses a aquests productes, i serveix per donar suport a la presa de decisions clíniques quan es considera que els símptomes inusuals estan relacionats amb la teràpia.

### Canadà
Al Canadà, el fet d'informar sobre les reaccions adverses és un component important de la vigilància dels productes sanitaris comercialitzats, realitzada per la Direcció General de Productes Sanitaris i Alimentació (HPFB) de Salut Canadà. Dins de la HPFB, la Direcció de Productes Sanitaris Comercialitzats (MHPD) dirigeix la coordinació i el compliment de pràctiques de control constants pel que fa a l'avaluació de senyals i tendències en matèria de seguretat, i les comunicacions de risc relatives als productes sanitaris comercialitzats regulats.
L'MHPD també treballa estretament amb organitzacions internacionals per facilitar l'intercanvi d'informació. El fet d'informar sobre reaccions adverses és obligatori per al sector i voluntari per als consumidors i professionals sanitaris.

### Limitacions
En principi, els professionals mèdics estan obligats a informar de tots els efectes adversos relacionats amb una forma específica de teràpia. En la pràctica, és a discreció del professional determinar si un esdeveniment mèdic té cap mena de relació amb la teràpia. Com a resultat, els informes rutinaris sobre els efectes adversos sovint no inclouen els efectes subtils i de llarg termini que poden ser atribuïts a una teràpia. Part de la dificultat rau en identificar l'origen d'una molèstia. Un mal de cap en un pacient que pren medicació per la grip pot ser causat per una malaltia subjacent o pot ser un efecte advers del tractament. En pacients amb càncer en etapa terminal, la mort és un desenllaç molt probable i sovint és difícil detectar si un medicament n'és la causa o un simple espectador.

## Procediments mèdics
La cirurgia pot tenir una sèrie d'efectes indesitjables o nocius, com ara infeccions, hemorràgies, inflamacions, cicatrius, pèrdues funcionals o canvis en el flux sanguini local. Poden ser reversibles o irreversibles. El metge i el pacient han d'arribar a un acord entre les conseqüències beneficioses de la cirurgia o que poden, fins i tot, arribar a salvar la vida contra els efectes adversos de l'operació. Per exemple, es pot perdre una extremitat per una amputació en el cas d’una gangrena intractable, però la vida del pacient se salva. Actualment, un dels majors avantatges de la cirurgia mínimament invasiva, com ara la cirurgia laparoscòpica, és la reducció dels efectes adversos.
Altres procediments físics no quirúrgics, com ara la radioteràpia d'alta intensitat, poden causar cremades i alteracions a la pell. En general, aquestes teràpies intenten evitar danyar els teixits sans mentre que maximitzen l'efecte terapèutic.
La vaccinació pot tenir efectes adversos a causa de la naturalesa de la seva preparació biològica, utilitzant de vegades patògens atenuats i toxines. Els efectes adversos comuns poden ser febre, malestar i reaccions locals a la zona de vacunació. Rarament hi ha un efecte advers greu, com l'èczema vaccínic, una complicació greu, a vegades fatal, que pot presentar-se en persones que tenen èczema o dermatitis atòpica.
Els procediments de diagnòstic també poden tenir efectes adversos, depenent molt de si són invasius, mínimament invasius o no invasius. Per exemple, les reaccions al·lèrgiques a substàncies d'un contrast radiològic es produeixen força sovint, així com una colonoscòpia pot causar la perforació de la paret intestinal.

### Medicaments
Els efectes adversos poden ocórrer com a efecte col·lateral o secundari de moltes intervencions, però són particularment importants en farmacologia a causa del seu ús més ampli, i a vegades incontrolable, degut a l'automedicació. Per tant, el consum responsable de medicaments es converteix aquí en una qüestió important. Els efectes adversos, igual que els efectes terapèutics dels medicaments, van en funció de la dosi o dels nivells de fàrmacs en els òrgans diana, de manera que poden evitar-se o disminuir-se mitjançant una farmacocinètica acurada i precisa, és a dir, el canvi dels nivells de fàrmacs en l'organisme en funció del temps transcorregut des de la seva administració.
Els efectes adversos també poden ser causats per la interacció de diferents medicaments. Això passa sovint quan els pacients no informen al seu metge i farmacèutic de tots els medicaments que estan prenent, incloent els suplements herbacis i dietètics. La nova medicació pot interaccionar de manera agonista o antagonista (potenciar o disminuir l'efecte terapèutic desitjat), causant una important morbiditat i mortalitat a tot el món. Es poden produir interaccions medicamentoses i interaccions entre fàrmacs i aliments, i els anomenats productes naturals utilitzats en medicina alternativa poden tenir efectes adversos perillosos. Per exemple, se sap que l'extracte de pericó (Hypericum perforatum), una substància fito-terapèutica utilitzada per al tractament de la depressió lleu, provoca un increment en els enzims del citocrom P450 responsables del metabolisme i l'eliminació de molts fàrmacs, de manera que els pacients que el prenen són propensos a experimentar una reducció, a nivell sanguini, de la resta de medicaments que prenen amb altres finalitats, com ara els medicaments quimioteràpics del càncer, els inhibidors de la proteasa per al VIH i anticonceptius hormonals.
L'àmbit científic de l'activitat associada a la seguretat dels medicaments està cada vegada més regulat pel govern i és motiu de gran preocupació per al públic, així com per als fabricants de medicaments. La distinció entre efectes adversos i no adversos és una tasca important quan s'està desenvolupant un nou medicament i s'analitza abans de comercialitzar-lo. Això es fa en estudis de toxicitat per determinar la dosi sense efecte advers observable (NOAEL). Aquests estudis s'utilitzen per determinar la dosi que s'ha d'utilitzar en proves en humans (fase I), així com per calcular la ingesta diària màxima admissible. Els errors en els assajos clínics, com ara un nombre insuficient de pacients o una curta duració de l'assaig, de vegades condueixen a desastres de salut pública, com els de la fenfluramina (l'anomenat episodi fen-phen), la talidomida i, més recentment, el de la cerivastatina (Baycol, Lipobay) i rofecoxib (Vioxx), on es van observar efectes adversos dràstics, com la teratogènesi, la hipertensió pulmonar, l'ictus cerebral, malalties cardiovasculars, neuropatia, i un nombre significatiu de morts, provocant la retirada voluntària o forçada dels medicaments del mercat.
La majoria dels medicaments tenen una gran llista d'efectes adversos poc greus o lleus que no descarten l'ús continuat. Aquests efectes, que tenen una incidència molt variable segons la sensibilitat individual, inclouen nàusees, marejos, diarrees, malestar, vòmits, mal de cap, dermatitis, sequedat bucal, etc. Aquests efectes poden ser considerats una forma de reacció pseudo-al·lèrgica, ja que no tots els pacients experimenten aquests efectes; molts d'ells no n'experimenten cap.
L'Eina d'Adequació de la Medicació per a les Afeccions Sanitàries Concomitants en Demència (MATCH-D) adverteix que les persones amb demència tenen més probabilitats d'experimentar efectes adversos, i que tenen menys probabilitats de poder informar de manera fiable dels símptomes. Els medicaments contenen efectes secundaris, és per això que als anuncis i publicitat posen molts advertiments legals sobre els símptomes no desitjats després de prendre la medicació.

#### Exemples amb medicaments específics
- Avortaments, avortaments espontanis o hemorràgies uterines associades amb el misoprostol (cytotec), un medicament que indueix el part (aquest és un cas en què l'efecte advers s'ha utilitzat legalment i il·legalment per realitzar avortaments).[6]
- Addiccions a molts sedants i analgèsics, com el diazepam, la morfina, etc.[7]
- Anomalies congènites associades amb la talidomida.
- Sagnat de l'intestí associat a teràpies amb aspirina.[8]
- Malalties cardiovasculars associades amb inhibidors de la COX-2 (és a dir, Vioxx).[9]
- Sordesa i insuficiència del ronyó associada amb la gentamicina (un antibiòtic).[10]
- Mort, després de la sedació, en nens que utilitzen propofol (Diprivan).[11]
- Depressió o lesió hepàtica causada per l'interferó.[12]
- Diabetis causada per medicaments antipsicòtics atípics (neurolèptics pisquiàtrics).[13]
- Diarrea causada per l'ús d'orlistat (Xenical).[14]
- Disfunció erèctil associada a molts medicaments, com ara antidepressius.[15]
- Febre associada a la vacunació.[16][17]
- Glaucoma associat a gotes oculars basades en corticoesteroides.[18]
- La pèrdua del cabell i l'anèmia poden ser causades per quimioteràpia contra el càncer, la leucèmia, etc.[19]
- Mal de cap després de l'anestèsia espinal.[20]
- Hipertensió en usuaris d'efedrina, la qual cosa va portar a la FDA a eliminar la condició de suplement dietètic dels extractes d'efedra.[21]
- Insomni causat per estimuladors, metilfenidat (Ritalin), Adderall, etc.[22]
- L'acidosi làctica associada amb l'ús d'estavudina (Zerit, per teràpia del VIH)[23] o metformina (per diabetis).[24]
- Mania causada per corticoesteroides.[25]
- Dany hepàtic per paracetamol.[26]
- Melanosi i trombosi associades amb l'ús d'anticonceptius hormonals que contenen estrogen, com ara la píndola anticonceptiva oral combinada.[27][28]
- Priapisme associat amb l'ús de sildenafil.[29]
- Rabdomiòlisi associada a les estatines (medicaments contra el colesterol).[30]
- Convulsions causades per la retirada de benzodiazepines.[31]
- Ensopiment o augment de l'apetit a causa de l'ús d'antihistamínics Alguns antihistamínics s'utilitzen per a facilitar el son explícitament perquè causen ensopiment.[32]
- Ictus cerebrals o atacs de cor associats amb sildenafil (Viagra), quan es combina amb nitroglicerina
- Suïcidi, augment de la tendència associada a l'ús de fluoxetina i altres antidepressius inhibidors selectius de la recaptació de serotonina (ISRS)
- Discinèsia tardana associada amb l'ús de metoclopramida i molts medicaments antipsicòtics.[33]

## Controvèrsies
A vegades, els efectes adversos mèdics putatius es consideren controvertits, generen debats en la societat i demandes judicials contra els fabricants de medicaments. Un exemple és la controvèrsia sobre si l'autisme estava relacionat amb el vaccí triple víric (XRP), (o amb el tiomersal, un conservant a base de mercuri utilitzat en alguns vaccins). No s'ha trobat cap vincle en diversos estudis grossos, i malgrat l'eliminació del tiomersal dels vaccins fa una dècada, la taxa d'autisme no ha disminuït com seria d'esperar si n'hagués estat l'agent causant.
Un altre exemple són els possibles efectes adversos dels implants mamaris de silicona, que van donar lloc a centenars de milers de litigis contra fabricants d'implants basats en gel, a causa de les acusacions de danys al sistema immunitari les quals encara no s'han demostrat de manera concloent.
A causa de l'enorme impacte en la salut pública dels medicaments d'ús generalitzat, com l'anticoncepció hormonal i la teràpia de substitució d'hormones, els quals poden afectar milions de persones, fins i tot les probabilitats marginals d'efectes adversos d'una naturalesa greu, com el càncer de mama, han provocat protestes públiques i canvis en la teràpia mèdica, encara que els seus beneficis superaven en gran manera els riscos estadístics.